# Remington Kellogg

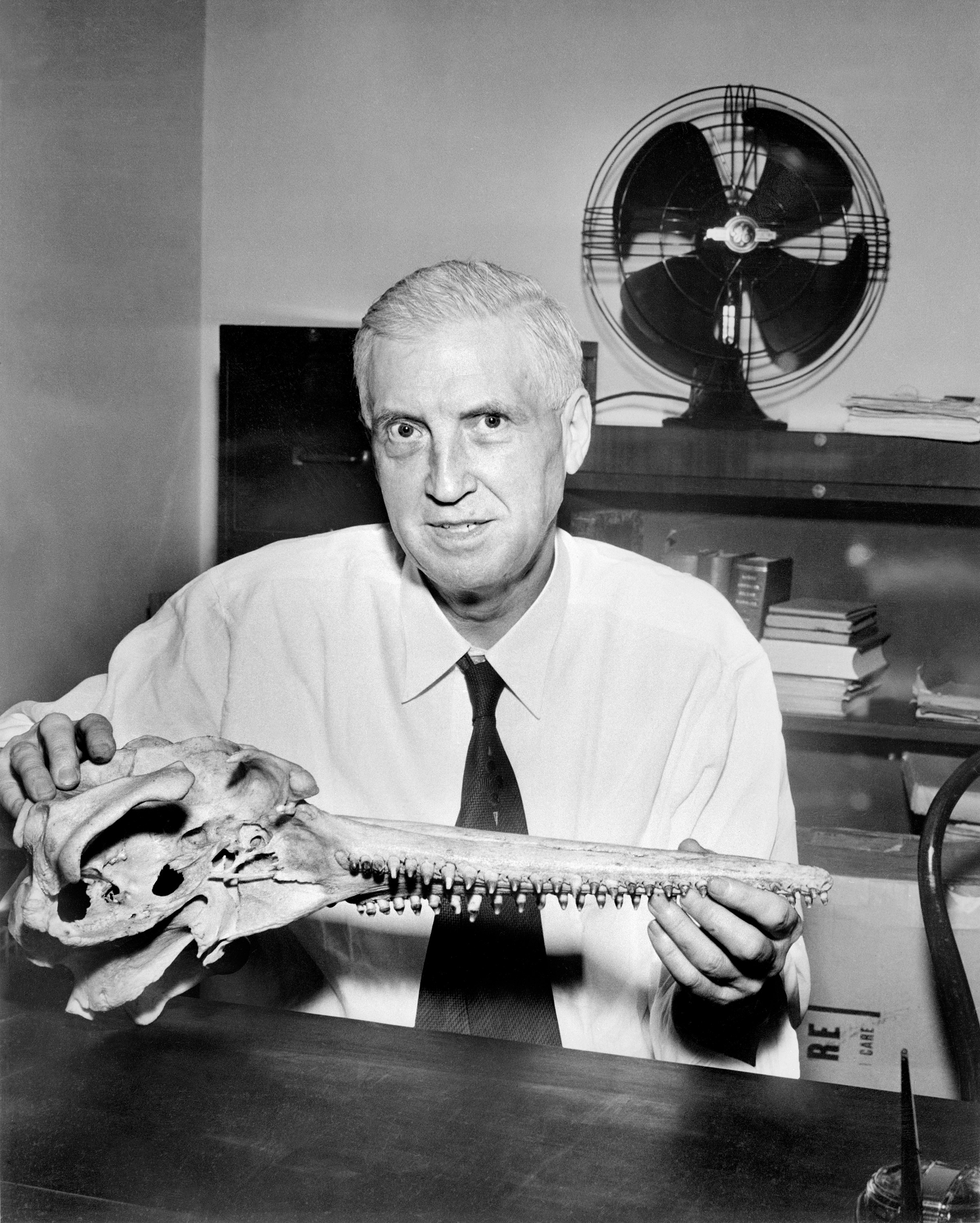
Remington Kellogg

Remington Kellogg (Davenport, 5 oktober 1892 - Washington D.C., 8 mei 1969) was een Amerikaanse natuuronderzoeker en directeur van het Smithsonian Institution. 
Kellogg werd geboren in Davenport in de staat Iowa als Arthur Remington Kellogg, maar hij gebruikte   zijn eerste naam niet. 
Kellogg was al sinds zijn jeugd geïnteresseerd in dieren. Van 1913 tot 1916 was hij assistent van de bioloog Charles Bunker, curator van de vogels en de zoogdieren van het American Museum of Natural History. Tijdens de Eerste Wereldoorlog vocht hij in het Amerikaanse leger in Frankrijk, hij kwam terug in juli 1919. In 1920 en 1921 publiceerde hij zijn eerste belangrijke werken over zeeroofdieren. Hij was het productiefst tussen 1962 en 1969. 
De laatste jaren van zijn leven werd hij gekweld door ziekte, zoals een gebroken heup. Kellogg overleed aan een hartinfarct in zijn huis in Washington op 8 mei 1969. 